# 黑暗正義聯盟 (電影)
《黑暗正義聯盟》（英語：Justice League Dark）是一部於2017年美國超級英雄動畫電影，由傑·奧利瓦執導。本片為DC动画电影宇宙的第八部作品，同時也是该系列首部R級的电影。
主要配音員包括麥特·萊恩、傑森·歐瑪拉、卡蜜拉·魯丁頓、尼可拉斯·特圖羅和雷·切斯。
電影於2017年1月24日推出（數位版）。

## 劇情
故事敘述一支由約翰·康斯坦汀、扎坦娜、亡人與惡魔伊特萊根所組成的全新團隊，擅長處理正義聯盟通常無法處理的超自然威脅。

## 配音員
- 麥特·萊恩 配音 約翰·康斯坦汀（John Constantine）[3][4]
- 傑森·歐瑪拉 配音 「蝙蝠俠」布魯斯·韋恩（「Batman」Bruce Wayne）[5]
- 卡蜜拉·魯丁頓（英语：Camilla Luddington） 配音 扎坦娜（Zatanna）
- 尼可拉斯·特圖羅（英语：Nicholas Turturro） 配音 「亡人」波士頓·布蘭特（英语：Deadman）（「Deadman」Boston Brand）
- 雷·切斯 配音 「惡魔伊特萊根」傑森·布拉德（英语：Etrigan the Demon）（「Etrigan the Demon」Jason Blood）
- 羅傑·克羅斯（英语：Roger Cross） 配音 沼澤異形（Swamp Thing）／「綠光戰警」約翰·史都華（「Green Lantern」John Stewart）
- 柯琳·維拉德（英语：Colleen Villard） 配音 黑蘭花（英语：Black Orchid (comics)）（Black Orchid）
- 傑瑞·奧康內爾 配音 「超人」克拉克·肯特（「Superman」Clark Kent）[6]
- 蘿莎瑞·道森 配音 「神力女超人」黛安娜·普林斯（「Wonder Woman」Diana Prince）
- 恩里克·克蘭東尼 配音 菲力克斯·浮士德（Felix Faust）
- 傑瑞米·戴維斯（英语：Jeremy Davies） 配音 瑞奇·辛普森（Ritchie Simpson）
- 艾佛烈·蒙利納 配音 天命（英语：Doctor Destiny）（Destiny）

## 外部連結
- 互联网电影数据库（IMDb）上《Justice League Dark》的资料（英文）
- Justice League Dark（页面存档备份，存于） at worldsfinestonline.com